# Kurt A. Dambach
Kurt A. Dambach (* 25. Juni 1919 in Germersheim; † 15. Mai 2004 in Gaggenau) war ein deutscher Unternehmer.
Er war ab 1954 geschäftsführender Gesellschafter der Dambach-Werke GmbH Gaggenau mit fünf Zweigbetrieben und vier Tochtergesellschaften (darunter Franz Lünenschloss GmbH in Unkel am Rhein sowie in Gaggenau in Baden-Württemberg: Dambach-Industrieanlagen GmbH, später Dambach Lagertechnik GmbH & Co. KG., und Dambach-Templin GmbH & Co. Werbemittel KG). Ehrenamtlich war er Kreisverordneter des Landkreises Rastatt und Vorsitzender der Karlsruher Hochschulvereinigung.
Im Jahr 1972 wurde er Ehrenpräsident des Landesverbandes der baden-württembergischen Industrie in Freiburg. Die Universität Karlsruhe ernannte ihn zum Ehrenprofessor (Prof. e. h.) und Ehrensenator. Weitere Auszeichnungen waren die Ehrenbürgerschaft der Stadt Gaggenau sowie die Verleihungen des Großen Bundesverdienstkreuzes, der Verdienstmedaille des Landes Baden-Württemberg und der Wirtschaftsmedaille des Landes Baden-Württemberg.
Kurt A. Dambach war evangelisch, verheiratet mit Irmgard Becker, geborene Jennewein, und hatte eine 1949 geborene Tochter Jutta.